# Яценко Таміла Олексіївна
Таміла Олексіївна Яценко — український науковець, доктор педагогічних наук, головний науковий співробітник відділу навчання української мови та літератури Інституту педагогіки Національної академії педагогічних наук України.

## До життєпису
Навчалася:
- 1989–1994 – Український державний педагогічний університет імені М. П. Драгоманова, спеціальність – українська мова і література;
- 1995–1998 – аспірантура;
- 2012–2015 – докторантура Інституту педагогіки НАПН України, спеціальність 13.00.02 – теорія та методика навчання (українська література).

## Наукові інтереси і публікації
Досліджує актуальні проблеми методики навчання української літератури в закладах загальної середньої освіти.
Автор понад 100 публікацій, серед яких:
- монографія «Тенденції розвитку методики навчання української літератури в загальноосвітніх навчальних закладах (друга половина ХХ – початок ХХІ ст.)» (2016),
- колективні монографії «Теоретико-методичні засади вивчення літературних курсів за вибором у профільній школі» (2012), «Чтение как искусство: герменевтический аспект» (2013),
- навчальна програма літературного спецкурсу «Художня література в контексті світової культури» (2011),
- методичні посібники «Ми є. Були. І будем Ми!» (2003), «Родинне виховання учнів 5-8 класів у процесі вивчення української літератури» (2004), «Вивчення літератури модернізму в старшій школі» (2013),
- підручник «Українська література. 10 клас (рівень стандарту)» (2018)
- численні статті у вітчизняних і зарубіжних фахових виданнях.